# 白児

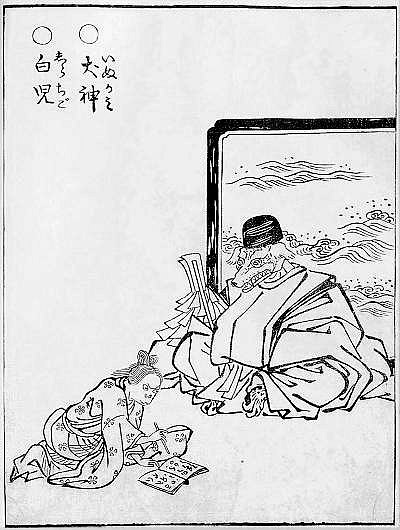
鳥山石燕『画図百鬼夜行』より「白児」と「犬神」

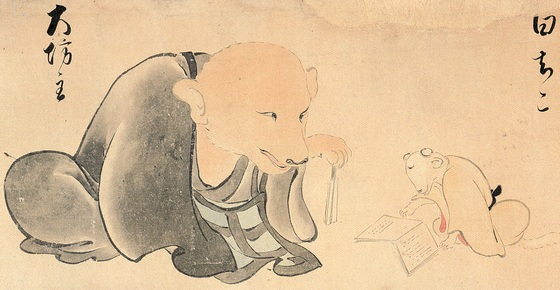
作者不詳『化物づくし』より「大坊主」と「白ちご」

白児（しらちご）は、鳥山石燕の妖怪画集『画図百鬼夜行』などに描かれている日本の妖怪。
子供の姿で描かれている妖怪で、犬神とワンセットで描かれる。『画図百鬼夜行』では稚児髷（ちごわげ）の髪形をした子供、作者不明の絵巻『化物づくし』（湯本豪一所蔵）では着物をつけた仔犬として描かれている。後者は大坊主という妖怪と向かい合って描かれているが大坊主は大きな犬が袈裟をまとったすがたで描かれており、石燕による犬神・白児とおなじくこちらも犬の要素が高い。

## 昭和以後の解説
犬神の近くに従って描かれている様子から、昭和以後の妖怪図鑑の解説などでは犬神の家来・門人・弟子として仕えている存在として白児が紹介されることが多い。また、犬にかみ殺された子供がなる妖怪が白児で犬神の家来として命令を何でもきくなどとも解説されている。